# Anarta vidua
Anarta vidua är en fjärilsart som beskrevs av Jacob Hübner 1827. Anarta vidua ingår i släktet Anarta och familjen nattflyn. Inga underarter finns listade i Catalogue of Life.